# Nini Anker (Yacht)
Die Segelyacht Nini Anker ist eine Regattayacht der 12-Meter-Klasse, die als erste 12mR-Yacht seit Jahrzehnten aus Holz auf der Werft Robbe & Berking Classics GmbH & Co. in Flensburg gebaut wurde. Der Liegeplatz ist aktuell in Glücksburg beim Flensburger Segel-Club.

## Geschichte
Der Entwurf für die Nini Anker stammt von dem norwegischen Yachtkonstrukteur Johan Anker (1871–1940), der als Meister eleganter Schiffslinien bekannt war und der sich in seiner Tätigkeit nicht nur als Konstrukteur und Erbauer vieler erfolgreicher Yachten, sondern auch als erfolgreicher Segler einen hervorragenden Ruf erworben hatte. Unter anderem war er der Initiator der legendären Konferenz in London 1906, bei der sich die großen Segelländer auf die International Rule of Measurement for Rating als erstes internationales Handicap-System einigten.
Im Alter von 68 Jahren erstellte Johan Anker 1939 seinen neuesten 12-Meter-Klasse-Entwurf, bevor er im folgenden Jahr verstarb. Aufgrund des Kriegsausbruchs wurde sein Entwurf Nr. 434 nie gebaut. Robbe & Berking Classics kaufte den kompletten Konstruktionssatz und konnte den dänischen Ersteigner Erik Tingleff Larson aus Kopenhagen überzeugen, dieses bemerkenswerte 12-Meter-Klasse-Design zu bauen. Larson hatte sich dem Segeln der Meter-Klasse verschrieben und besaß noch zwei Yachten der 6-Meter-Klasse. Die neue 12mR-Yacht erhielt den Namen Siesta (DEN-12).

## Konstruktion
Die Nini Anker war nach der Third International Rule, einer Weiterentwicklung der First Rule, konstruiert worden. Der Entwurf Nummer 434 war der letzte von insgesamt 20 Entwürfen für 12mR-Yachten, die Johan Anker im Laufe seines Lebens gezeichnet hatte. Seine gesamte Erfahrungen und all sein Wissen flossen in diesen Entwurf ein.
Der Mahagonirumpf ist glänzend lackiert, mit einem Teakdeck und einem hölzernen Mast und ohne Maschine und nur mit der rudimentärsten Inneneinrichtung. Eine reine Rennyacht wie in den 1930er Jahren. Die Spanten bestehen abwechselnd aus Edelstahl und aus Esche, der Bleikiel alleine wiegt 17 Tonnen.
Die Nini Anker bekam im Jahr 2021 ein neues Rigg, entworfen von John Lammerts van Bueren und Juliane Hempel und gebaut bei Robbe & Berking Classics.

## Namensgebung
Nach dem Tod des Ersteigners Erik Tingleff Larson kaufte im Jahr 2020 Christoph Avenarius aus Flensburg die als Siesta (DEN-12) vom Stapel gelaufene 12mR-Yacht und benannte sie um in Nini Anker nach der norwegischen Schriftstellerin Nini Roll Anker (1873–1942). Sie war seit 1910 die Ehefrau von Johan Anker.

## Regatta-Ergebnisse nach 2020
- Siebenter Platz der 12mR-Klasse beim Robbe & Berking Sterling Cup 2020 auf der Flensburger Förde.[4]
- Fünfter Platz bei der Weltmeisterschaft 2021 der 12mR-Klasse (Klassik-Wertung) in Helsinki.[5]
- Zweiter Platz der 12mR-Klasse beim Robbe & Berking Sterling Cup 2021 auf der Flensburger Förde.[6]
- Gewinn des Blauen Bandes der Flensburger Förde 2021.[7]

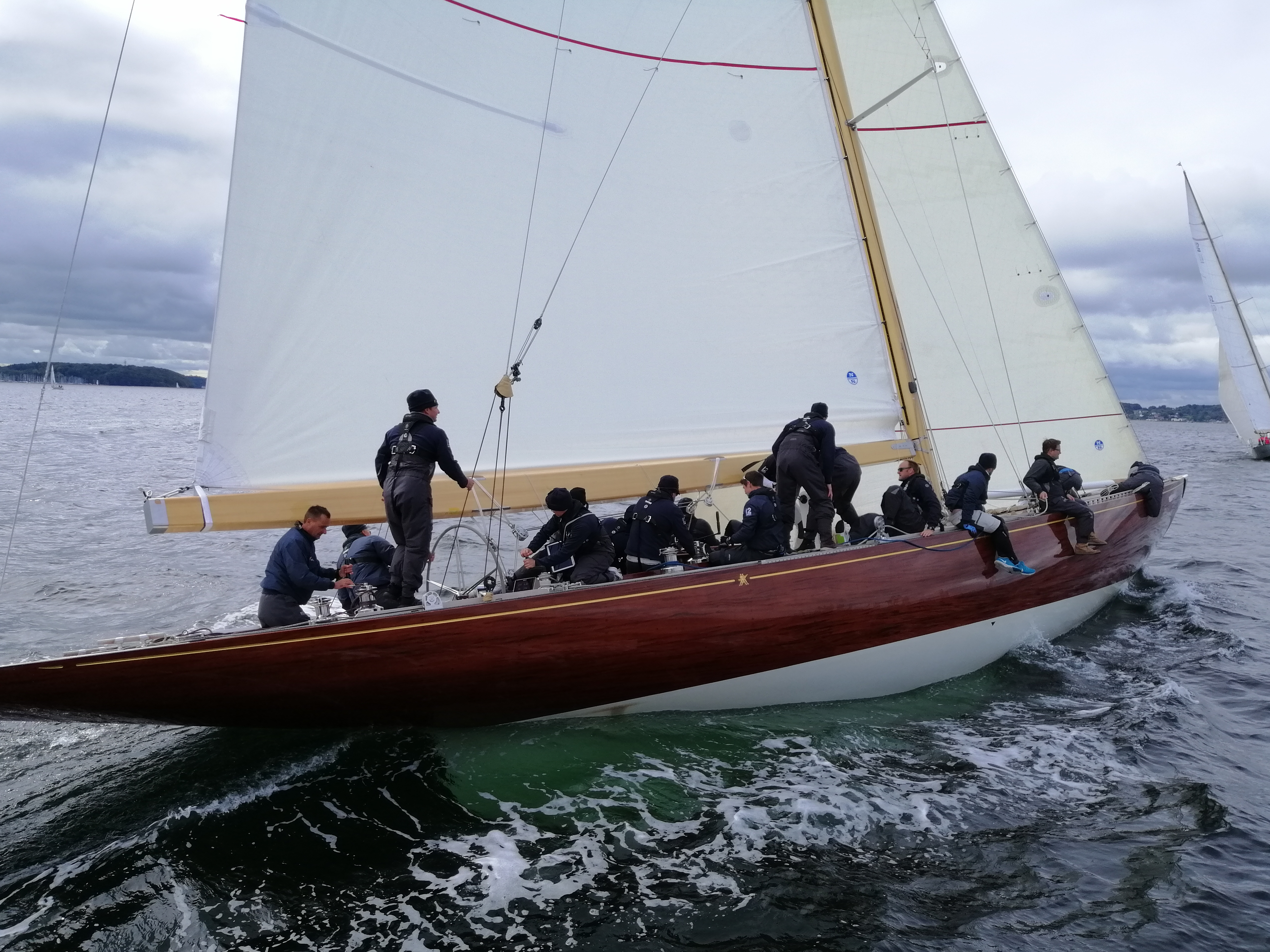
Nini Anker beim Robbe & Berking Sterling Cup 2021
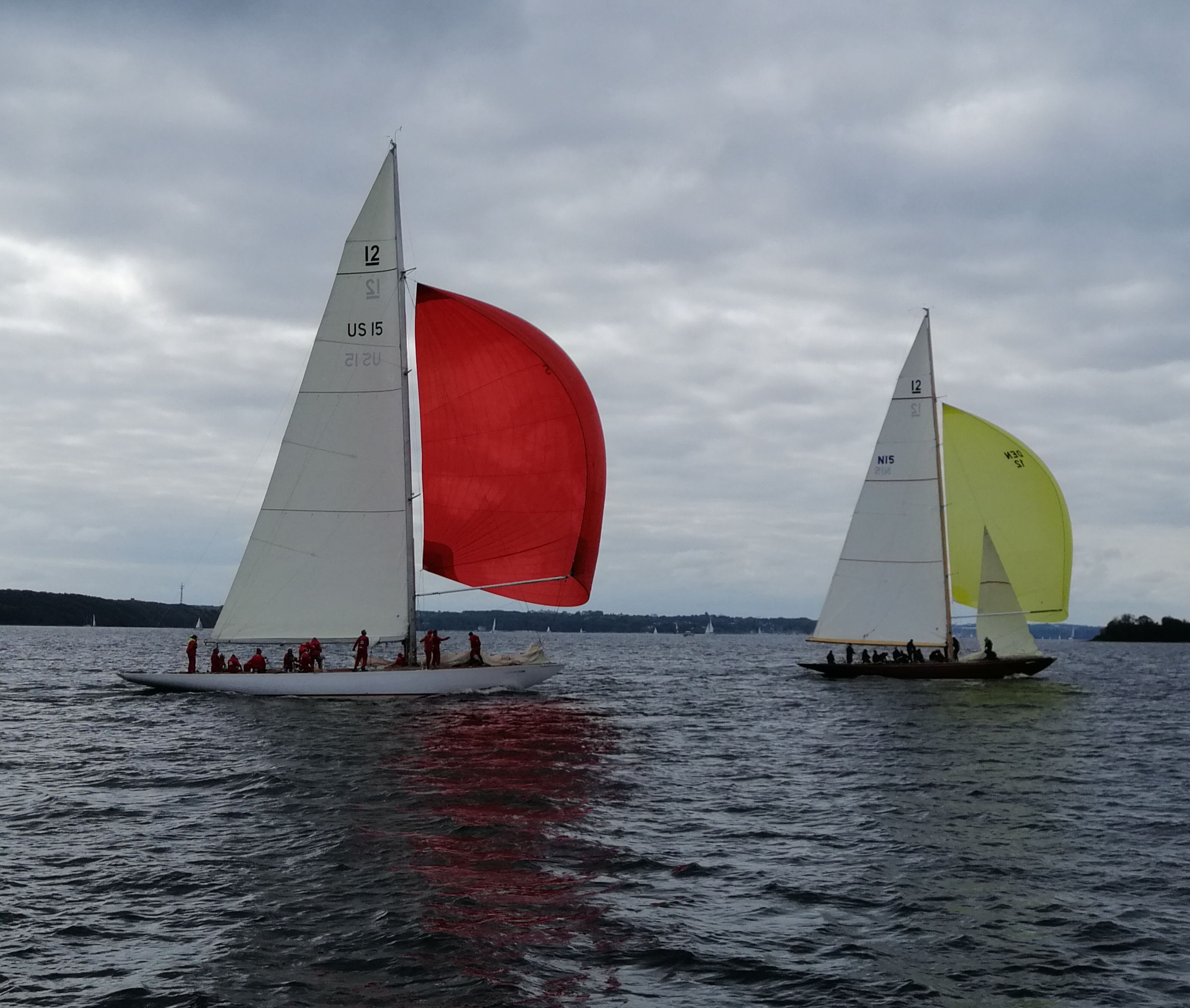
VIM US-15, Nini Anker N-15, Robbe & Berking Sterling Cup 2021
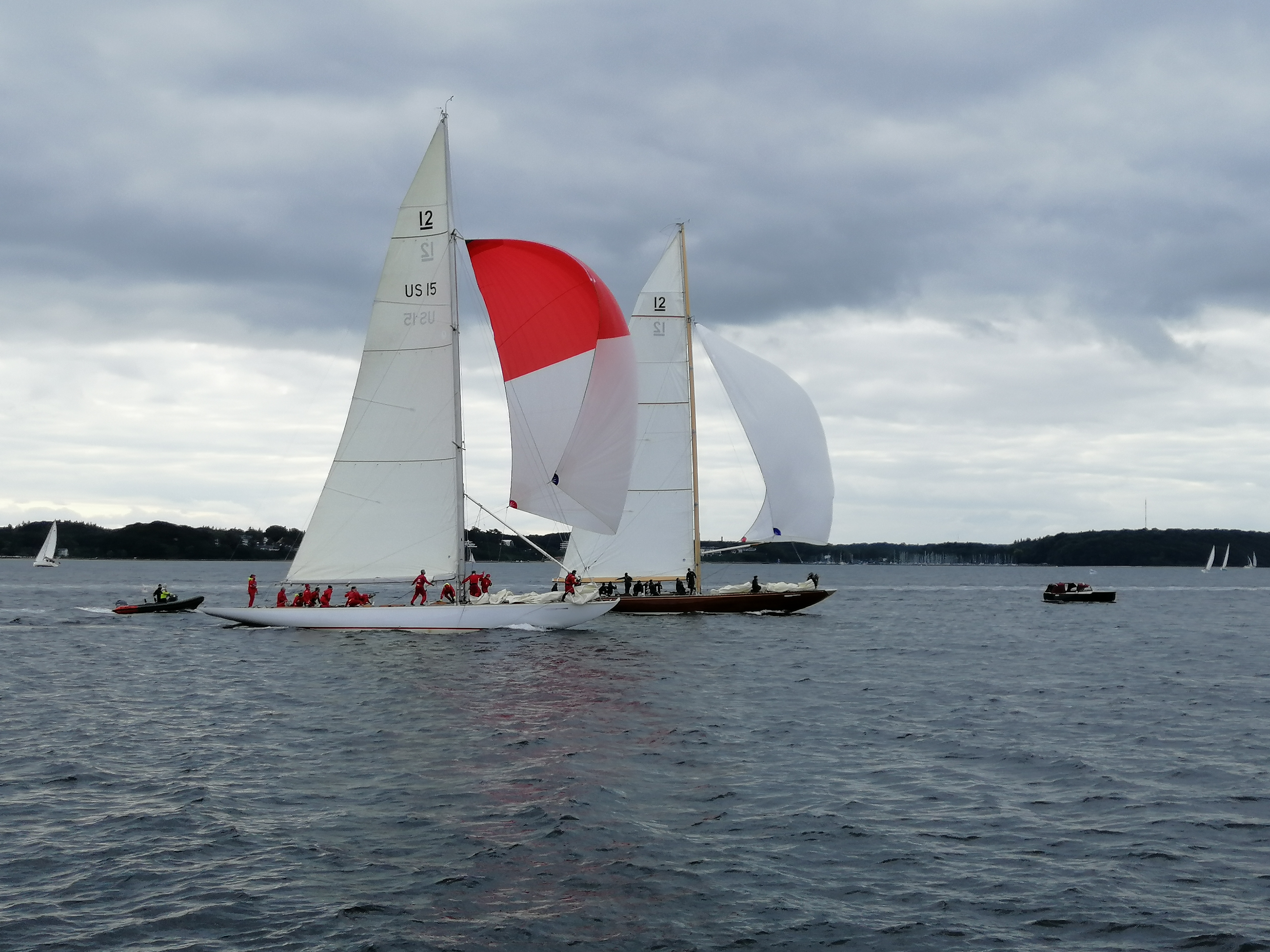
VIM US-15, Nini Anker N-15, Robbe & Berking Sterling Cup 2021